# Злобичи
Злобичи (укр. Злобичі) — село на Украине, основано в 1712 году, находится в Коростенской городской общине Житомирской области.
Код КОАТУУ — 1822386402. Население по переписи 2001 года составляет 362 человека. Почтовый индекс — 11111. Телефонный код — 4142.